# Taillebourg (Lot e Garonna)
Taillebourg è un comune francese di 92 abitanti situato nel dipartimento del Lot e Garonna nella regione della Nuova Aquitania.

## Società

### Evoluzione demografica
Abitanti censiti